# Александр II Забина
Александр II Забина (греч. Ἀλέξανδρoς Zαβίνας, ум. 123 до н. э.) — царь Сирии (с 126 до н. э.).
Появился в эпоху хаоса, последовавшего после потери Селевкидами Месопотамии в борьбе с Парфией. Александр — лже-царь, провозгласивший себя сыном Антиоха VII Сидета, на самом деле был, по-видимому, сыном египетского купца (по другой версии, незаконным сыном Александра I Баласа). Египетский царь Птолемей VIII Эвергет использовал Александра в своих политических целях как средство противодействия сирийскому царю Деметрию II Никатору, поддерживавшему сестру Птолемея VIII Клеопатру II в семейной вражде Птолемеев.
Александру удалось победить Деметрия II в 126 году до н. э., после чего он управлял частью территории Сирии. Другой частью страны управляла Клеопатра Тея вместе с сыном Антиохом VIII Грипом. Около 124 года до н. э. поддержка из Египта прекратилась после ссоры Александра с Птолемеем VIII, и он в 123 году до н. э. был побеждён сыном Деметрия II Антиохом VIII Грипом.
Александр сбежал в сирийскую столицу Антиохию. Нуждаясь в деньгах, он разграбил храмы в городе. Когда расплавили статуэтку богини победы Ники, которая находилась в руках статуи Зевса, Александр пошутил, сказав, что «Эту победу Зевс дал мне взаймы».
Разгневанные святотатством Александра, жители Антиохии изгнали его из города, вскоре он был схвачен и казнён Антиохом VIII.